# 查琼芳
查琼芳（1974年—）是上海交通大学医学院附属仁济医院呼吸科副主任医师，中共二十大代表。

## 生平
查琼芳的父親曾在中央人民广播电台上班，她出生6个月时，其父去世。1993年，查琼芳考上上海第二医科大学。1998年6月加入中国共产党。同年从上海第二医科大学临床医学专业毕业。毕业后进入仁济医院工作。2018年下半年，查琼芳和第五批仁济医院医疗队一起前往云南援助牟定县人民医院。
2020年初，查琼芳曾跟隨援第一批上海市鄂醫療隊支援武漢市金銀潭醫院67天。之後她写下了《查医生援鄂日记》她也因此获得抗击新冠肺炎疫情全国三八红旗手。2022年成為中共二十大代表。她是上海三甲医院的唯一代表。

## 家庭
查琼芳的兒子刘奕阳曾在上海外国语大学附属大境中学就讀。